# 公司共和國

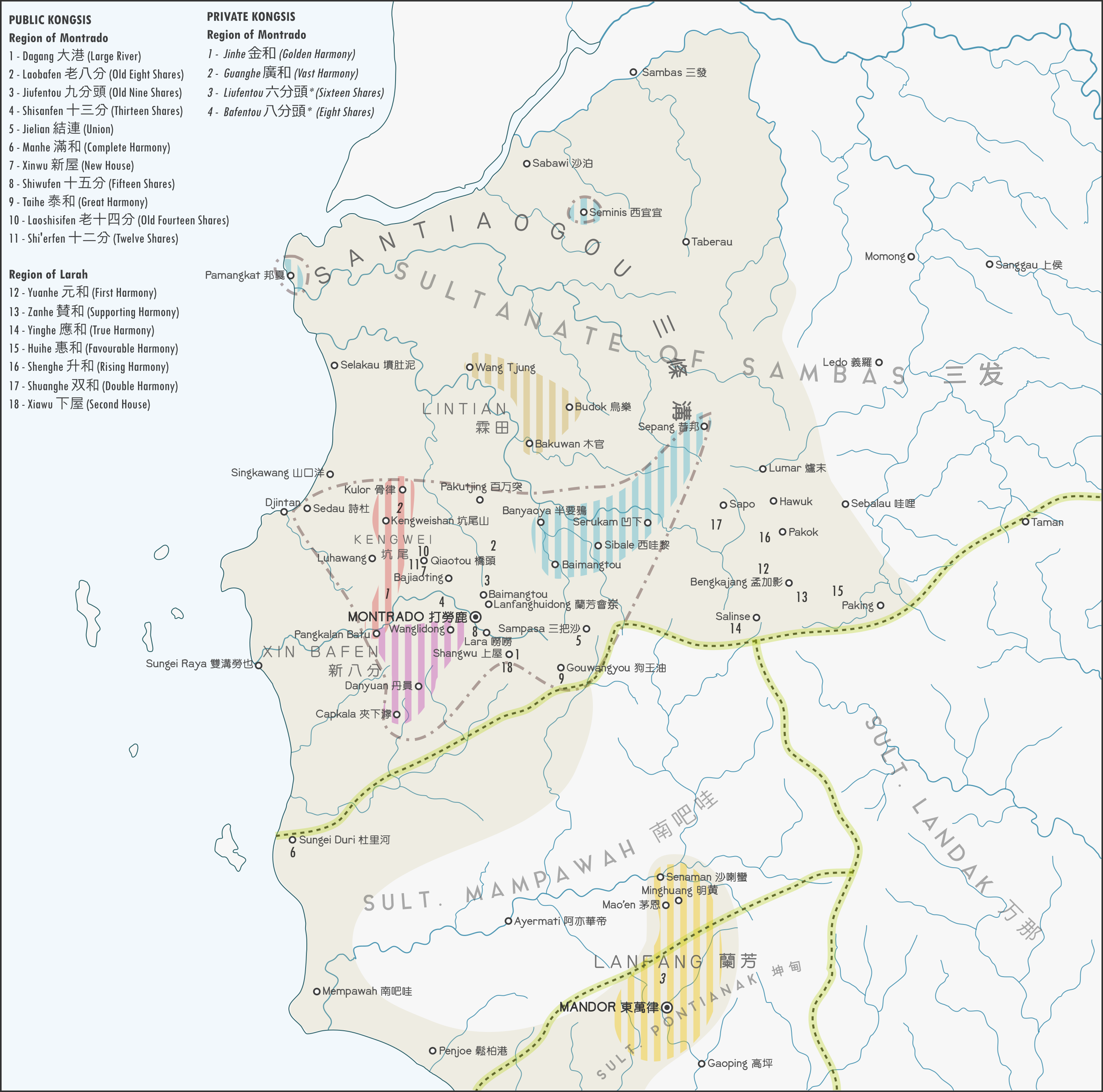
西加里曼丹的公司共和国

公司共和國（英語：kongsi republic），又稱為公司民主國（kongsi democracy）、公司聯邦（kongsi federation）等，是一群位於婆羅洲的自治國家，由「公司」（華人採礦組織）演變而來。至19世紀中葉，多個公司共和國已控制了婆羅洲西部。三大公司共和國包含蘭芳共和國、和順共和國與三條溝公司等。商業公司在華人移民地十分常見，但婆羅洲的公司共和國的特殊性在於它們是一群控制大片領土的甲必丹國家。這個特點將它們與周边的東南亞蘇丹國區分開來。蘇丹雖有名义上的主权，但無法控制共和國境內的居民。公司共和國曾與荷屬東印度當局於婆羅洲展開長期競爭，因而爆發過三次戰爭，分別於1822年－1824年、1850年－1854年以及1884年－1885年等。公司共和國最終被荷蘭當局擊敗，使其領土落於荷蘭殖民統治之下。公司共和國實施直接民主制，19世紀才正式被稱為「共和國」。然而，現代學者對於應該視它們為西方民主式的共和國还是应属于華人独特的民主傳統，持有不同意見。

## 註腳
1. 1 2 3  Heidhues 2003，第55頁.
2. ↑  Heidhues 2003，第116頁.
3. ↑  Wang 1994，第6頁.
4. ↑  Heidhues 2003，第60頁.
5. ↑  Wang 1979，第104頁.